# Mario Klischies
Mario Klischies (* 4. Juli 1983 in Dinslaken) ist ein deutscher Schauspieler und Sprecher.

## Leben
Klischies wurde in Dinslaken geboren und wuchs in Bonn auf. Schon früh begeisterte er sich für Musik und begann Schlagzeug zu spielen. Er besuchte zunächst die Schule des Theaters in Köln und ging Engagements an Theatern in Düsseldorf, Oberhausen und Köln ein, bevor er ein Schauspielstudium an der Hochschule für Schauspielkunst Ernst Busch absolvierte. Ab 2012 gastierte er an der Schaubühne (Nachtasyl), der Volksbühne (Die Patriotin), der Staatsoper Unter den Linden (Der Rosenkavalier) und dem Hebbel am Ufer Berlin (Unendlicher Spaß). 2013 gab er bei den Festspielen Reichenau den Leon in Madame Bovary. Die Spielzeiten 2013/14 und 2014/15 war er festes Ensemblemitglied am Anhaltischen Theater in Dessau. Darüber hinaus arbeitete Klischies wiederholt als Sprecher. 
Sein TV-Debüt gab Klischies 2009 in der Filmreihe Alles was recht ist. 2012 folgte mit dem TV-Film Obendrüber, da schneit es von Vivian Naefe seine erste größere Spielfilmrolle. 
Klischies hat seinen Hauptwohnsitz in Berlin.

## Filmografie (Auswahl)
- 2011: Blissestraße
- 2011: Bella Australia
- 2012: Obendrüber, da schneit es
- 2014: Danni Lowinski (Episodenrolle)
- 2015: Alarm für Cobra 11 – Tausend Tode
- 2015: Coke. Champagne. & Cigarettes
- 2016: Was im Leben zählt
- 2016: SOKO Stuttgart - Ferngesteuert
- 2016: Berlin Station - Oratorio Berlin
- 2017: Reise nach Jerusalem
- 2022: Ein starkes Team: Abgestürzt (Fernsehreihe)